# Сату Ноу (Олтина)
Ново село (рум. Satu Nou) насеље је у Румунији у округу Констанца у општини Олтина. Oпштина се налази на надморској висини од 37 m.

## Становништво
Према подацима из 2002. године у насељу је живело 276 становника, од којих су сви румунске националности.